# Giovanni Vescovi
Giovanni Portilho Vescovi (ur. 14 czerwca 1978 w Porto Alegre) – brazylijski szachista, arcymistrz od 1998 roku.

## Kariera szachowa
W latach 1987–1996 zdobył 13 tytułów mistrza Brazylii juniorów w różnych kategoriach wiekowych. Jest wielokrotnym medalistą indywidualnych mistrzostw kraju, w tym siedmiokrotnie złotym (1999, 2000, 2001, 2006, 2007, 2009, 2010) oraz pięciokrotnie srebrnym (1993, 1996, 1997, 1998, 2008). Od połowy lat 90. XX wieku jest podstawowym zawodnikiem reprezentacji Brazylii, pomiędzy 1994 a 2006 sześciokrotnie występując w szachowych olimpiadach (w tym 3 razy na I szachownicy).
Jest trzykrotnym medalistą mistrzostw świata juniorów: srebrnym (1987, San Juan - do lat 10) oraz dwukrotnie brązowym (1993, Bratysława - do lat 16 oraz 1994, Matinhos - do lat 20). Dwukrotnie wystąpił w rozgrywanych systemem pucharowym turniejach o mistrzostwo świata: w roku 2001 awansował do II rundy, natomiast w 2004 - odpadł w I rundzie. W 2005 wziął udział w turnieju o Puchar Świata, odpadając w II rundzie po porażce z Pentala Harikrishną.
Do jego największych sukcesów w turniejach indywidualnych należy zdobycie dwóch medali mistrzostw Ameryki (Buenos Aires 2003 – srebrny, Toluca 2011 – brązowy), jak również zwycięstwa w silnie obsadzonych turniejach rozegranych na Bermudach: w 2003 przed Piotrem Swidlerem, natomiast w 2004 - przed Borysem Gelfandem. Poza tym w 2000 r. pokonał w meczu Henrique Meckinga (3½ - 2½), w 2001 zwyciężył w turnieju strefowym w São Paulo, natomiast w 2005 i 2006 dwukrotnie podzielił I miejsca w turniejach rozegranych w tym mieście (w obu przypadkach z Andresem Rodriguezem).
Najwyższy ranking w dotychczasowej karierze osiągnął 1 stycznia 2010 r., z wynikiem 2660 punktów zajmował wówczas 64. miejsce na światowej liście FIDE (oraz 1. wśród brazylijskich szachistów).